# Idaea ellisca
Idaea ellisca là một loài bướm đêm trong họ Geometridae.